# Koriotom
Ein Koriotom (von lateinisch corium „Lederhaut“ und altgriechisch τομή tomé „Schnitt“) ist ein chirurgisches Schneidinstrument zur schnellen Präparation gleichmäßig dicker Hauttransplantate. Es gehört zur Gruppe der Dermatome.

Abtragung von Hautschichten mit dem Koriotom

Schematische Darstellung der Abtragung von Gewebeschichten mit dem Koriotom

## Verwendung
Das Koriotom kann zur Vorbereitung eines Vollhaut- oder eines Spalthauttransplantates eingesetzt werden. Bei der Präparation eines Vollhauttransplantates ersetzt es die zeitaufwendige Abtragung des Fettgewebes mit einer Schere. Kleinere und mittelgroße Spalthauttransplantate können mit dem Koriotom aus einem Vollhauttransplantat hergestellt werden. An der Entnahmestelle muss keine sekundäre Wundheilung erfolgen, da der Entnahmedefekt mit einer Naht verschlossen werden kann.

## Funktionsweise
Für die Abtragung der Hautschichten wird das Hauttransplantat in der Abtragungsrichtung unter Spannung gehalten. Das kann mit einem speziellen Brettchen mit einer Klemmvorrichtung oder mit Gefäßklemmen (Mosquitoklemmen) bewerkstelligt werden. Die Abtragung des Gewebes erfolgt schichtweise, indem das Koriotom über das Transplantat gezogen wird. Die Enden der beiden Schenkel des Koriotoms dienen als Abstandhalter und sind so geformt, dass eine stufenlose Regulierung der Abtragungstiefe durch die Neigung des Koriotoms zur Unterlage möglich ist.